# SPAD S.XVI

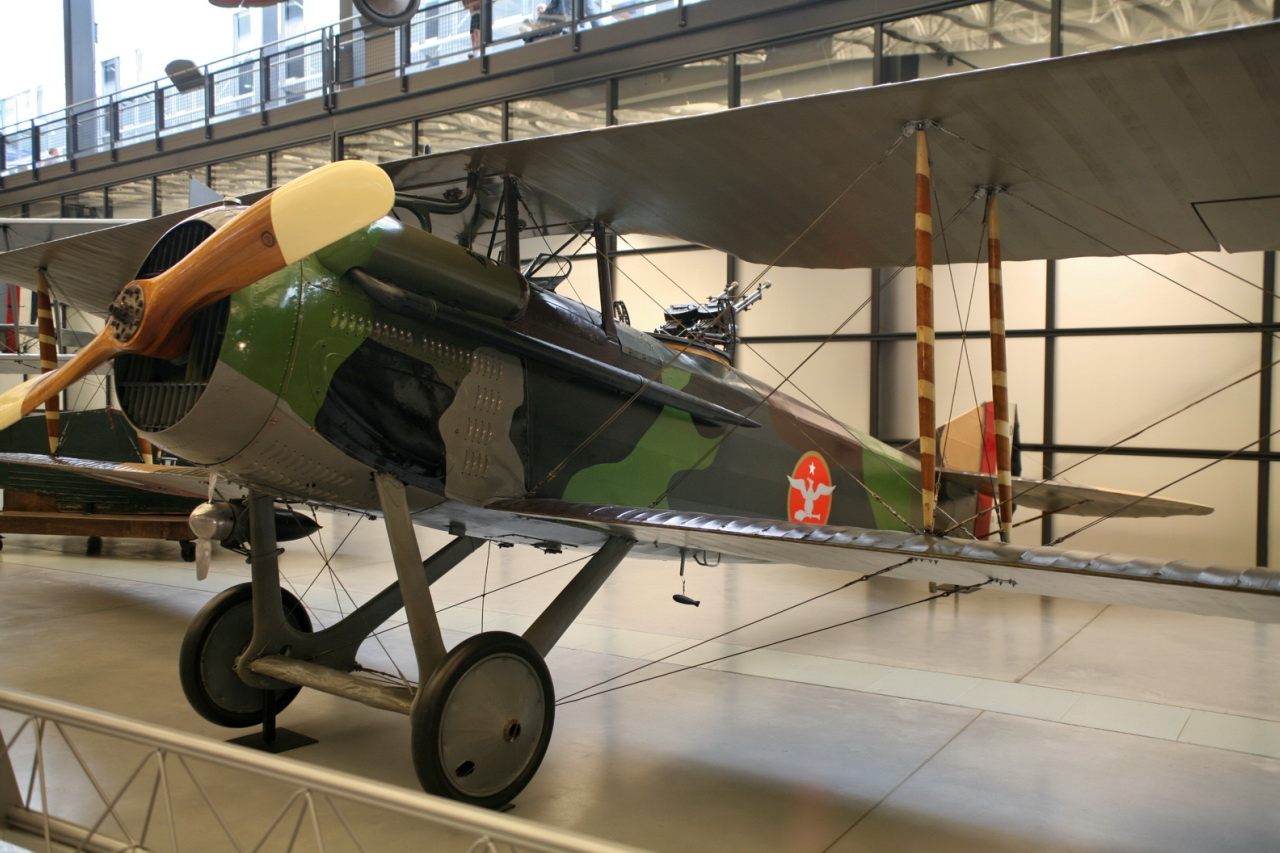
Un SPAD XVI exposé au Centre Steven F. Udvar-Hazy

Le SPAD XVI est un avion militaire de la Première Guerre mondiale.
Le SPAD 16 était un développement du SPAD 11. Essentiellement un SPAD 11 avec un moteur Lorraine-Dietrich de 240 ch, ou 250 ch selon certaines sources. Le nouveau moteur, bien que plus puissant, a abouti à un avion plus lourd et les performances étaient légèrement inférieures à celles du SPAD 11. Les problèmes de pilotage rencontrés dès l'origine étaient en grande partie non résolus.
Le SPAD 16 arriva sur le front de l'Ouest vers la fin de 1917. Il équipa 27 escadrilles françaises. Au moment de l'armistice de 1918, 305 SPADs biplaces, principalement des SPAD 16, étaient en service dans les escadrilles de reconnaissance française, contre 530 Salmson et 645 Breguet. Le SPAD 16 était encore en service dans cinq escadrilles françaises après-guerre.
Six SPAD 16 ont été achetés par les États-Unis. L'un d'eux, piloté par Billy Mitchell, est conservé au National Air and Space Museum (Musée national de l'air et de l'espace). Il a personnellement effectué des missions de reconnaissance lors de la deuxième bataille de la Marne dans le secteur de Château-Thierry, en juillet 1918.
Le nombre exact de SPAD 16 construits est incertain, mais il était probablement d'environ 1 000.